# Legação Americana de Tânger
A legação americana de Tânger é um edifício na Almedina de Tânger, Marrocos. Foi a primeira propriedade pública americana fora dos Estados Unidos, comemora as históricas relações culturais e diplomáticas entre os Estados Unidos e o Reino de Marrocos.  Agora é oficialmente chamado de Instituto de Legação Americana de Tânger para Estudos Marroquinos, e é um centro cultural, museu e uma biblioteca de pesquisa, concentrando-se em estudos de língua árabe.
A Legação foi listada no Registro Nacional de Lugares Históricos dos EUA em 8 de janeiro de 1981.  O Secretário do Interior dos EUA, James G. Watt, designou-o posteriormente como Patrimônio Histórico Nacional em 17 de dezembro de 1982. É o único item da listagem em um país estrangeiro, excluindo aqueles em países que cresceram fora do Território da Confiança das Ilhas do Pacífico. O prédio foi listado no Registro de Propriedade Culturalmente Significativa do Secretário de Estado dos EUA, uma lista de propriedades do Departamento de Estado em todo o mundo que têm particular significado cultural ou histórico.

## História diplomática
A legação é um edifício elaborado em estilo mourisco de alvenaria de estuque. Essa estrutura complexa contém o prédio de barro e pedra de dois andares apresentado aos Estados Unidos em 1821 pelo sultão  Solimão. O primeiro imóvel adquirido no exterior pelo governo dos Estados Unidos, abrigou a Legação e o Consulado dos Estados Unidos por 140 anos, o período mais longo em que qualquer edifício no exterior foi ocupado como um posto diplomático dos Estados Unidos. É um símbolo do Tratado de Amizade Marroquino-Americana de 1786, que ainda está em vigor. O complexo expandiu-se ao longo dos anos à medida que as casas circundantes foram compradas. Durante a Segunda Guerra Mundial, serviu como sede dos agentes de inteligência dos Estados Unidos.
Após a mudança para Rabat como a capital diplomática em 1956, quando o país conquistou sua independência, a legação foi abandonada como um edifício diplomático. Ao longo dos anos, o governo dos Estados Unidos passou a usá-lo como escritórios de consulados e escritórios do Corpo da Paz, entre outras coisas. Com o tempo, tornou-se negligenciado e ameaçado de demolição.

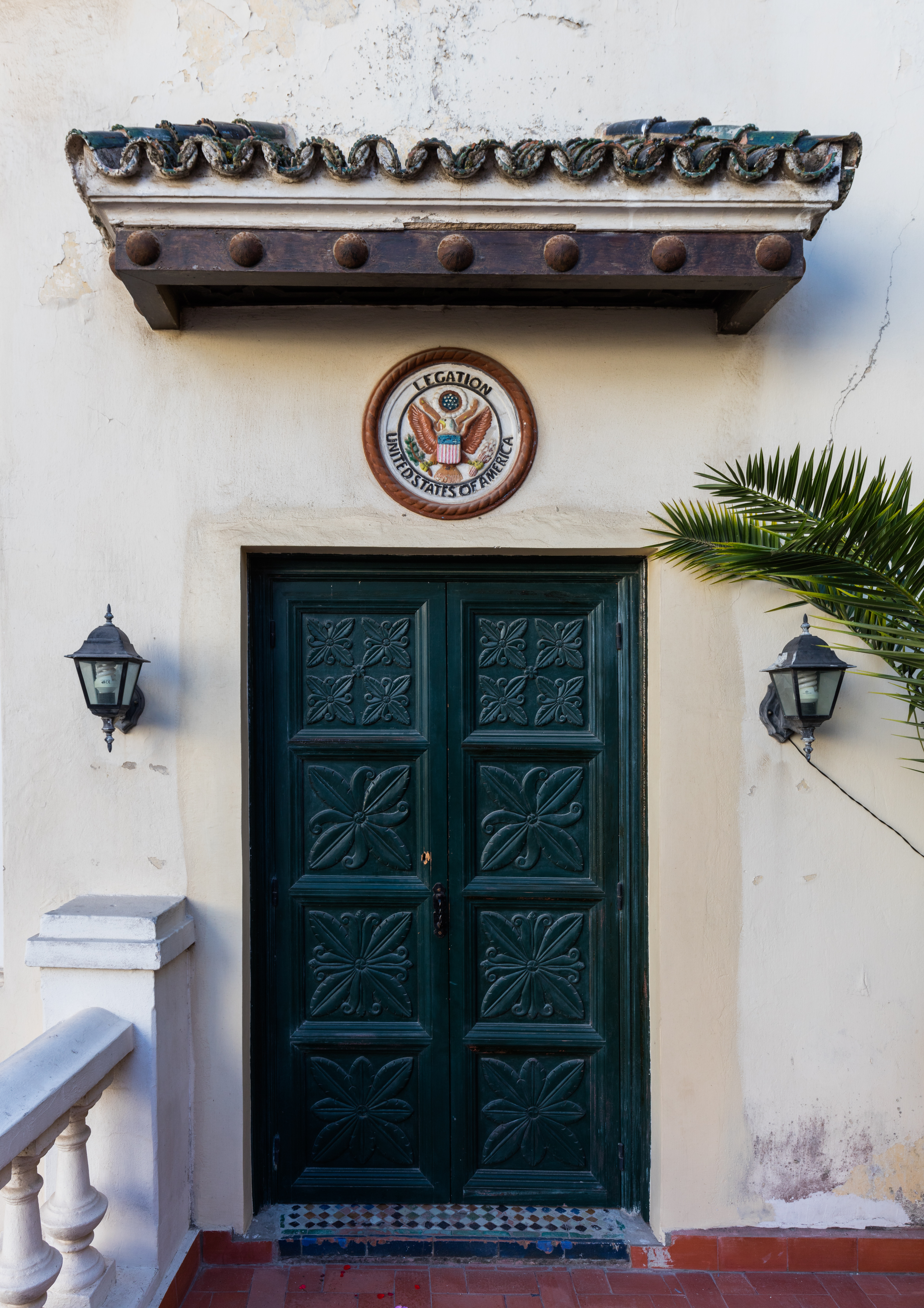
Entrada
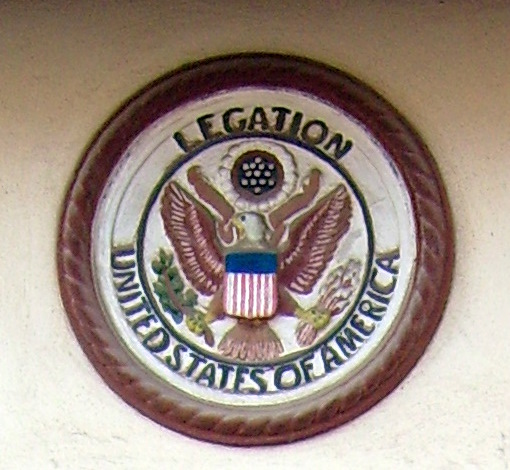
Selo da legação americana acima da porta
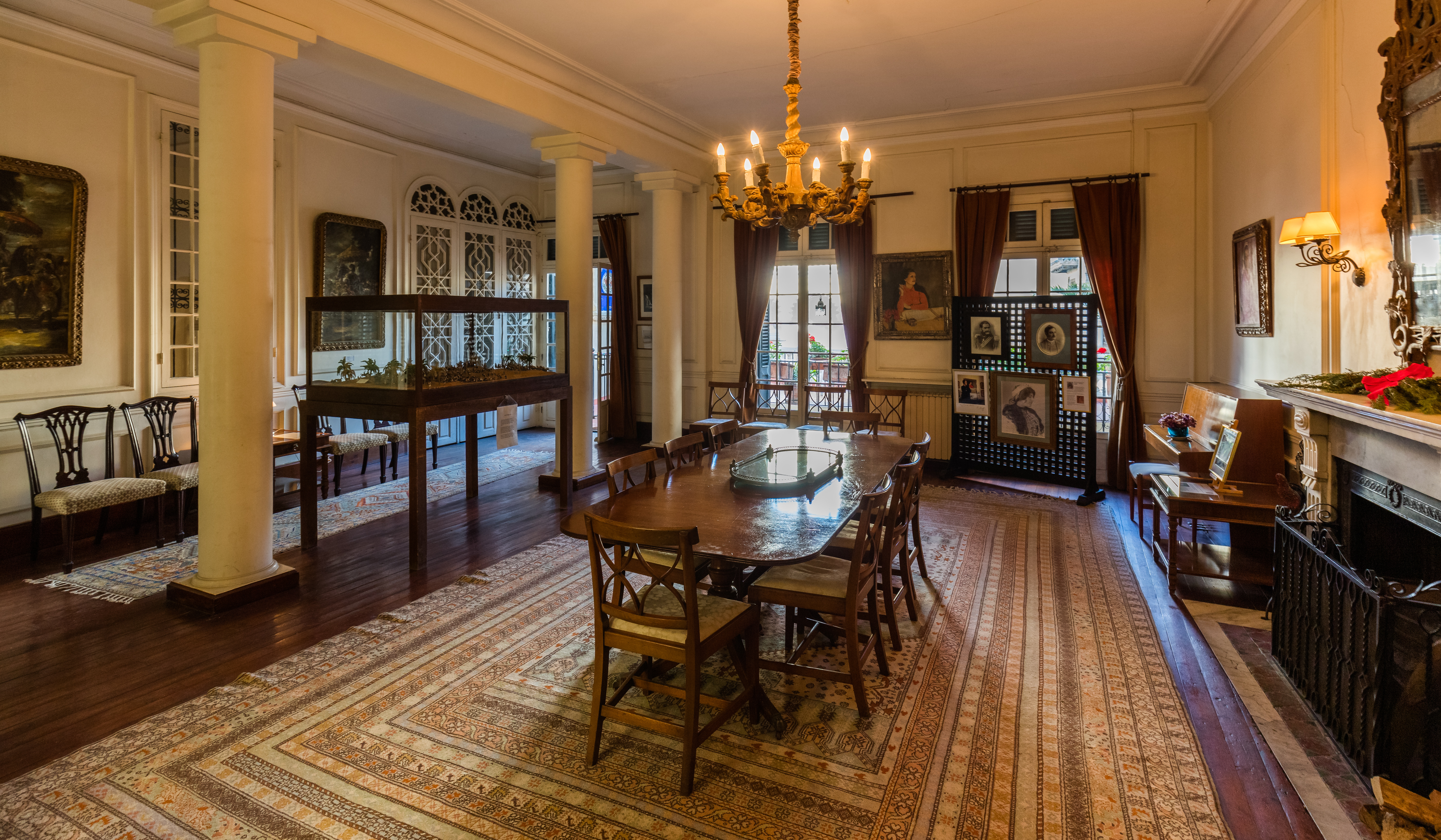
Sala de jantar
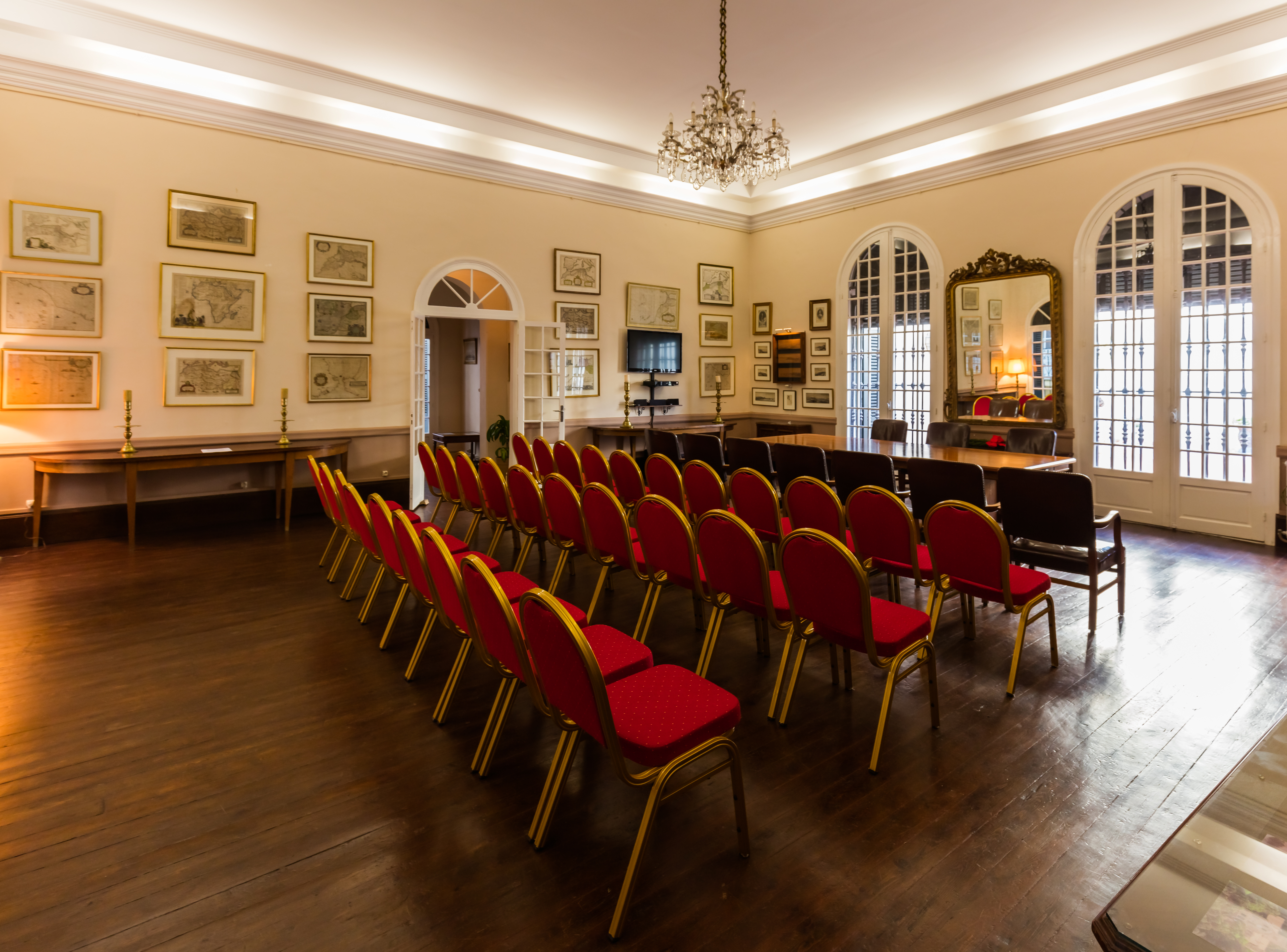
Sala de conferência

## Presente
Em 1976, um grupo de cidadãos americanos estabeleceu uma organização pública sem fins lucrativos para salvar a Velha Legação Americana (como é conhecida localmente). Hoje, a Sociedade do Museu de Legação Americana de Tânger aluga a estrutura, que ainda é de propriedade do governo dos Estados Unidos.
O Instituto de Legado Americano de Estudos Marroquinos (TALIM), de Tânger, é um museu e centro cultural para o estudo das relações entre Marrocos e Marrocos - Estados Unidos, e tem muitas pinturas de Marguerite McBey e outros artistas. O edifício histórico do TALIM inclui agora uma ala inteira dedicada ao escritor e compositor expatriado Paul Bowles. O museu também tem uma biblioteca de pesquisa e sala de conferências. Os programas comunitários de extensão da TALIM incluem cursos de alfabetização em árabe para mulheres que vivem na medina de Tânger. John Davison é o atual diretor do museu.